# Anabaena azollae
Anabaena azollae es una especie de cianobacteria filamentosa fotótrofa del orden de las Nostocales. Presenta células vegetativas y heterocistos, esto es, células especializadas formadas por una gruesa pared celular, que impide la difusión del oxígeno hacia su interior y permite el funcionamiento de la enzima nitrogenasa, muy sensible al oxígeno. 
En los heterocistos, esta especie es capaz de realizar la fijación biológica de nitrógeno. Aunque A. azollae puede vivir de forma independiente, normalmente lo hace en simbiosis con helechos acuáticos del género Azolla (de ahí su nombre), donde se aloja en sus hojas, de las que obtiene protección física y química, a la vez que un aporte de nutrientes y sales minerales. A su vez, la pteridofita recibe sustancias nitrogenadas sintetizadas por la cianobacteria. Esta propiedad ha sido de importancia económica en muchas zonas del sudeste asiático, donde se ha utilizado como biofertilizante natural en el cultivo de arroz.

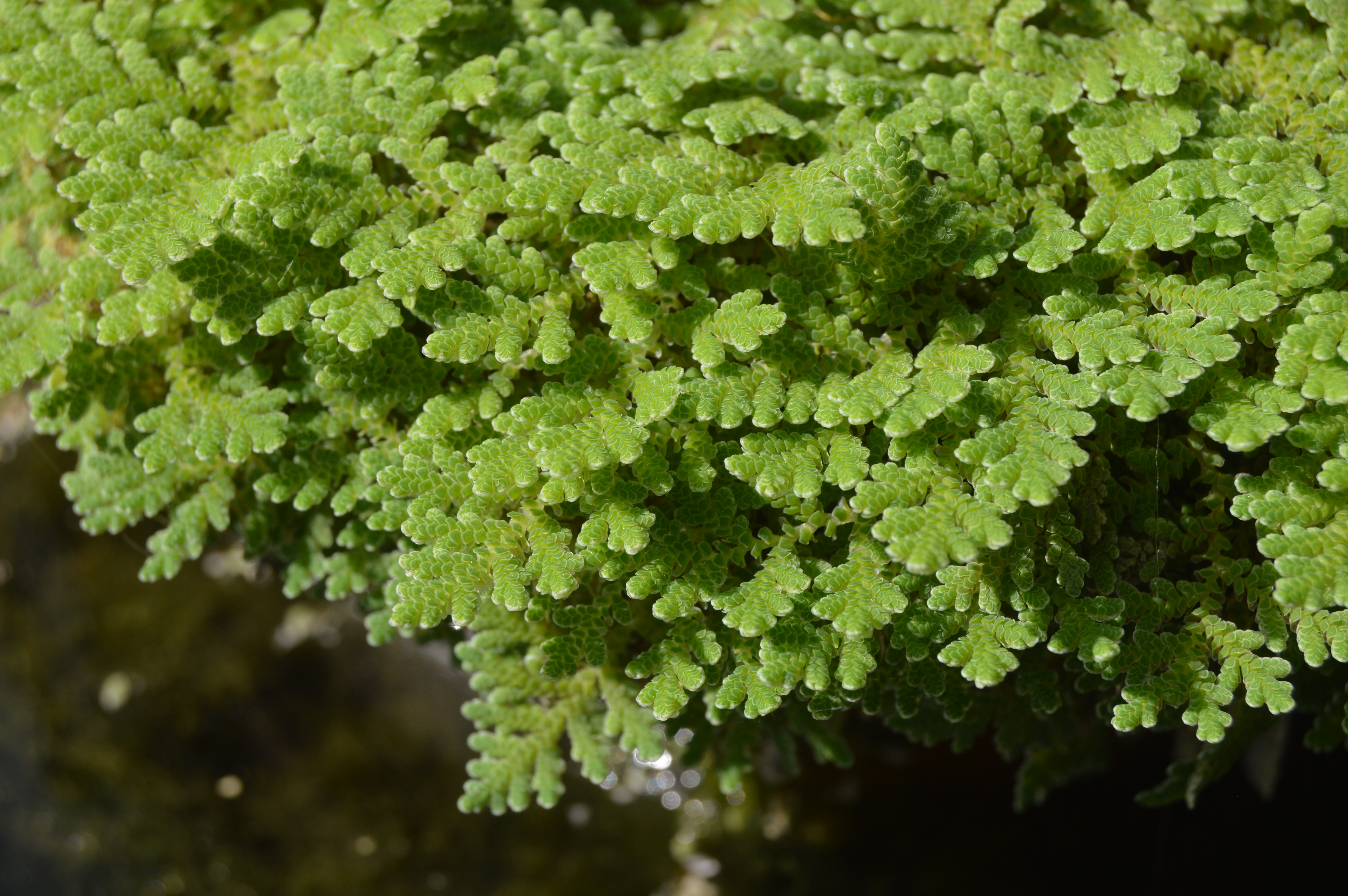
Azolla filiculoides. La relación simbiótica Azolla-Anabaena ha sido ampliamente usada para la fertilización de cultivos de arroz en el sudeste asiático.